# Moon in Taurus
Pour plus de détails, voir Fiche technique et Distribution.
Moon in Taurus est un film suisse réalisé par Steff Gruber, sorti en 1980.

## Synopsis
Moon in Taurus est l'histoire d’un Suisse qui retourne cinq ans plus tard dans la petite ville américaine qu’il avait quitté à la suite d’une histoire d’amour malheureuse. Entouré de son équipe de cinéma, il tente de retrouver les raisons de son échec. Entretemps, son ancienne compagne s’est mariée et puis s'est divorcée. Parallèlement à cette situation il revit la relation qu’il a eue avec cette femme. Mais ses considérations analytiques tournent court et il s’empêtre de plus en plus dans ses propres problèmes.
Moon in Taurus est un film de fiction sans acteurs. Tous les personnages sont eux-mêmes. Cette méthode vise à une authenticité inhabituelle et doit permettre au spectateur de comparer ces conflits affectifs aux siens, tout en comprenant les écarts culturels entre les deux continents.

## Commentaire
En Géorgie, Steff Gruber réalisa en 1976 son premier long métrage Moon in Taurus, une docufiction, qu'il termine en 1980. Le film est consacré aux codes dans des couples et se pose la question de leur rupture. Dans sa première version, le film comportait des entretiens avec Cindy Wilson (The B-52's) et Silver Thin (Andy Warhol Factory), passages qui ont été coupés dans la version finale. Ce film a suscité un grand intérêt international surtout en raison de sa réalisation formelle inhabituelle. La sélection à partir de 15 heures de matériau documentaire filmé, lui permit de créer une nouvelle manière de combiner fiction et documentation. Le film a été sélectionné au festival de Mannheim.

## Fiche technique
- Titre : Moon in Taurus
- Réalisation : Steff Gruber
- Musique : Isaac Albéniz et Ruedi Burkhalter
- Photographie : Andy Humphreys
- Montage : Steff Gruber et Beni Müller
- Production (sociétés) : ALIVE Productions
- Production (personnes) : Steff Gruber
- Distribution : STARFILM (Paramount), Filmcoopi Zurich
- Pays d'origine : Suisse
- Langue : anglais
- Format : 35 mm (couleurs)
- Genre : Docufiction
- Durée : 100 minutes
- Date de sortie : Octobre 1980

## Distribution
- Wanda Linn Wester
- Jack Wright
- Steff Gruber
- Bonnie T.

## Réception

### Critique
« L'exceptionnel de ce film est la manière dont l’auteur a abordé le sujet. Chaque acteur y joue sa propre personnalité, ce qui donne au film une authenticité remarquable et une suspension particulière. »
Avant Premiere, Nr. 14, 1980
« Dans ‘Moon in Taurus’, le cinéaste Steff Gruber, dans un dialogue autobiographique qui s’improvise devant la caméra, confronte le rationalisme suisse avec le pragmatisme sensuel américain en une sorte de ‘conte moral’ qui interroge les sentiments et aussi l’image changeante que l’on peut avoir d’une femme. Cette mise à nu mentale sensible nous change d’un cinéma national qui analyse souvent l’individu social en oubliant sa fragile dimension intérieure. »
Marcel Leiser, Tribune de Lausanne, Le Matin, 24 janvier 1981

### Festivals
- International Filmfestival Mannheim-Heidelberg 1980
- Journées cinématographiques de Soleure 1980
- Festival international du film de Locarno 1981
- Festival de Cannes 1981
- South African Film Festival 1982